# عصفورة النفس (كتاب)
عصفورة النفس هي قصة للاطفال من تأليف ميخال سنونيت، وهي كاتبة قصص أطفال إسرائيلية تكتب بالعبرية. ترجمتها للغة العربية كاتبة الأطفال فتحية خورشيد طبري. تُرجمت إلى لغات عديدة وعنوانها باللغة الإنجليزية The Soul Bird. حازت على المرتبة الأولى في مسابقة كتاب الأطفال العالمي في جنيف 1993 أصبحت قصة شعبية وعالمية.

## عنوان القصة
المقصود من العنوان هو بأن لكل انسان في داخله يوجد عصفورة نفس تشعر بكل ما يشعر به الإنسان، وتعكس العصفورة ما يوجد داخل كل انسان من مشاعر وأحاسيس
بالرغم من عدم رؤية العصفورة بالعين المجردة لكن الكل يعرف أنها موجودة حتى لو لم نصغي لها حسب نص القصة.
المصطلح مأخوذ عن عبارة تلموذية ترمز إلى القصبة الهوائية.